# Тюи
Тюи́ (фр. Thuy, окс. Tuí) — коммуна во Франции, находится в регионе Юг — Пиренеи. Департамент — Верхние Пиренеи. Входит в состав кантона Пуйастрюк. Округ коммуны — Тарб.
Код INSEE коммуны — 65443.

## География

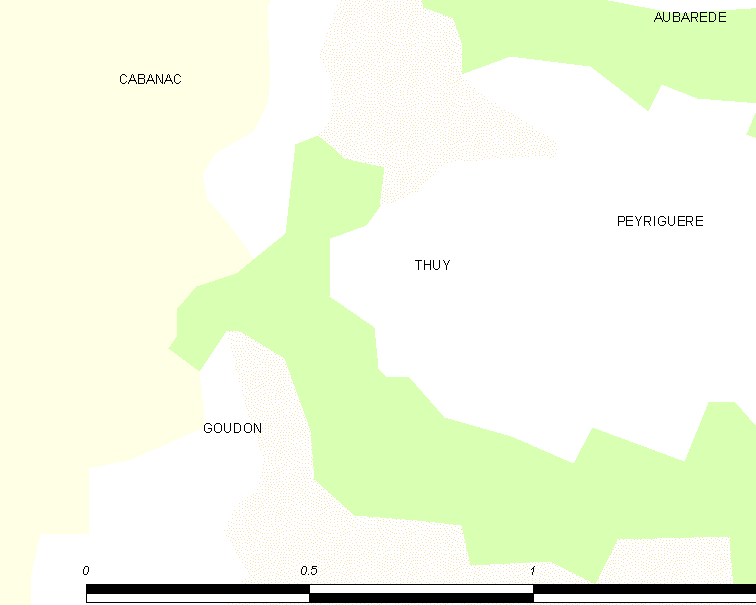
Карта коммуны

Коммуна расположена приблизительно в 650 км к югу от Парижа, в 105 км западнее Тулузы, в 15 км к востоку от Тарба.
На северо-западе коммуны протекает река Аррос.

## Климат
Климат умеренно-океанический с солнечной тёплой погодой и обильными осадками на протяжении практически всего года.

## Население
Население коммуны на 2010 год составляло 15 человек.
| 1962 | 1968 | 1975 | 1982 | 1990 | 1999 | 2010 |
| ---- | ---- | ---- | ---- | ---- | ---- | ---- |
| 20   | 20   | 16   | 20   | 16   | 14   | 15   |

## Администрация
| Период | Период | Фамилия      | Партия | Примечания |
| ------ | ------ | ------------ | ------ | ---------- |
| 2008   | 2020   | Матильда Неф |        |            |

## Экономика
В 2010 году среди 9 человек трудоспособного возраста (15-64 лет) 7 были экономически активными, 2 — неактивными (показатель активности — 77,8 %, в 1999 году было 100,0 %). Из 7 активных жителей работали 6 человек (3 мужчин и 3 женщины), безработным был 1 мужчина. Среди 2 неактивных 1 человек был учеником или студентом, 1 — пенсионером, 0 были неактивными по другим причинам.